# Peristernia zealandica
Peristernia zealandica is een slakkensoort uit de familie van de Fasciolariidae. De wetenschappelijke naam van de soort is voor het eerst geldig gepubliceerd in 1876 door Küster & Kobelt.